# Cebus imitator
Cebus imitator  (лат.) — вид приматов семейства цепкохвостых обезьян, обитающих в Центральной Америке.

## Классификация
Ранее считался подвидом обыкновенного капуцина, однако проведённые в 2012 году генетические исследования (Boubli, et al.) показали, что  C. imitator и C. capucinus разделились около 2 млн лет назад. Некоторые приматологи, впрочем, считают эти два вида синонимами.

## Описание
Шерсть преимущественно чёрная, при этом на горле, плечах,груди, шее и верхних конечностях белая или желтоватая. Лицо розовое или светло-кремовое, над глазами пятна тёмной шерсти На макушке выделяется пятно чёрного цвета. Хвост хватательного типа, часто свёрнут кольцом.
Длина тела взрослого животного без хвоста от 33 до 46 см, вес до 3,9 кг. Хвост длинный, до 55 см. Выражен половой диморфизм, так самцы в среднем на 27 % крупнее самок. Мозг крупный, по весу около 80 граммов, что больше, чем у большинства приматов Южной Америки, даже более крупных. От родственного вида C. capucinus отливается более длинными коричневатым или сероватыми пучками волос на лице, контрастирующими с белыми щеками и горлом.

## Распространение
Встречается в Центральной Америке, ареал включает Гондурас, Никарагуа, Коста-Рику и Панаму Также этих животных видели в восточной части Гватемалы и на юге Белиза. Населяет различные типы леса, как первичные, так и вторичные, вечнозелёные и листопадные, а также мангровые заросли.

## Поведение
Дневное древесное животное, однако проводит на земле больше времени, чем большинство других приматов Нового Света. Образует группы до 40 особей. Самки всю жизнь проводят в группе, а самцы в течение жизни могут поменять группу до нескольких раз в течение жизни. Представители вида всеядны, в рационе преимущественно фрукты и насекомые. Половой зрелости достигает в возрасте трёх лет, однако, в среднем, самки приносят первое потомство только к семи годам, после чего рожают в среднем каждые 26 месяцев. Самцы начинают размножаться только в возрасте десяти лет. Продолжительность жизни в неволе более 54 лет.

## Статус популяции
Международный союз охраны природы присвоил этому виду охранный статус «Уязвимый». Существуют некоторые угрозы популяции, такие как обезлесение и вылов браконьерами ради нелегальной торговли.